# Wyspa Berknera
Wyspa Berknera (ang. Berkner Island, Berkner Ice Rise, Hubley Island) – wyspa na Morzu Weddella, całkowicie pokryta lodem, rozdzielająca lodowce szelfowe Ronne i Filchnera.
Jest najdalej na południe leżącą wyspą na świecie i równocześnie 31. spośród największych wysp świata. Odkryta przez Amerykanów w sezonie 1958–1959, otrzymała imię amerykańskiego fizyka Lloyda Berknera. Od 1990 roku stanowi punkt wypadowy dla licznych ekspedycji polarnych.
Wyspa ma około 320 km długości i 135 km szerokości, zajmując powierzchnię 43 873 km². Wznosi się do wysokości do 975 m.